# Roy Cohn
Roy Marcus Cohn (født 20. februar 1927 – død 2. august 1986) var en amerikansk advokat, der blev berømt som den ledende anklager i spionsagerne mod ægteparret Julius og Ethel Rosenberg, der i 1953 blev dømt til døden. Året efter var Cohn den ledende anklager under senator Joseph McCarthys høringer mod hærofficerer, som i 1950'erne var en følge af McCarthys frygt for kommunister. Set i bakspejlet har historikere vurderet Cohns indsats i høringerne som skamløse og uden grundlag mod de personer, der blev udsat for undersøgelserne. Han er gået over i historien som en demagog, der ikke sparede midler i det, der for det meste var en heksejagt på kommunister og homoseksuelle i hæren.
Senere i livet blev Cohn advokat for de fem familier i New York, og også for forretningsmanden Donald Trump. Tre gange blev Cohn tiltalt for at have brudt reglerne for god advokatskik, herunder for uretmæssig påvirkning af vidner. Han blev frifundet for disse anklager, men mistede til sidst sin advokatlicens. Dette skete kun få måneder før han i 1986 døde af AIDS. Han var blevet smittet af en mandlig elsker, men afviste indtil sin død, at han var homoseksuel.
I spillefilmen The Apprentice fra 2024 portrætteres Cohn af Jeremy Strong.